# Shochu

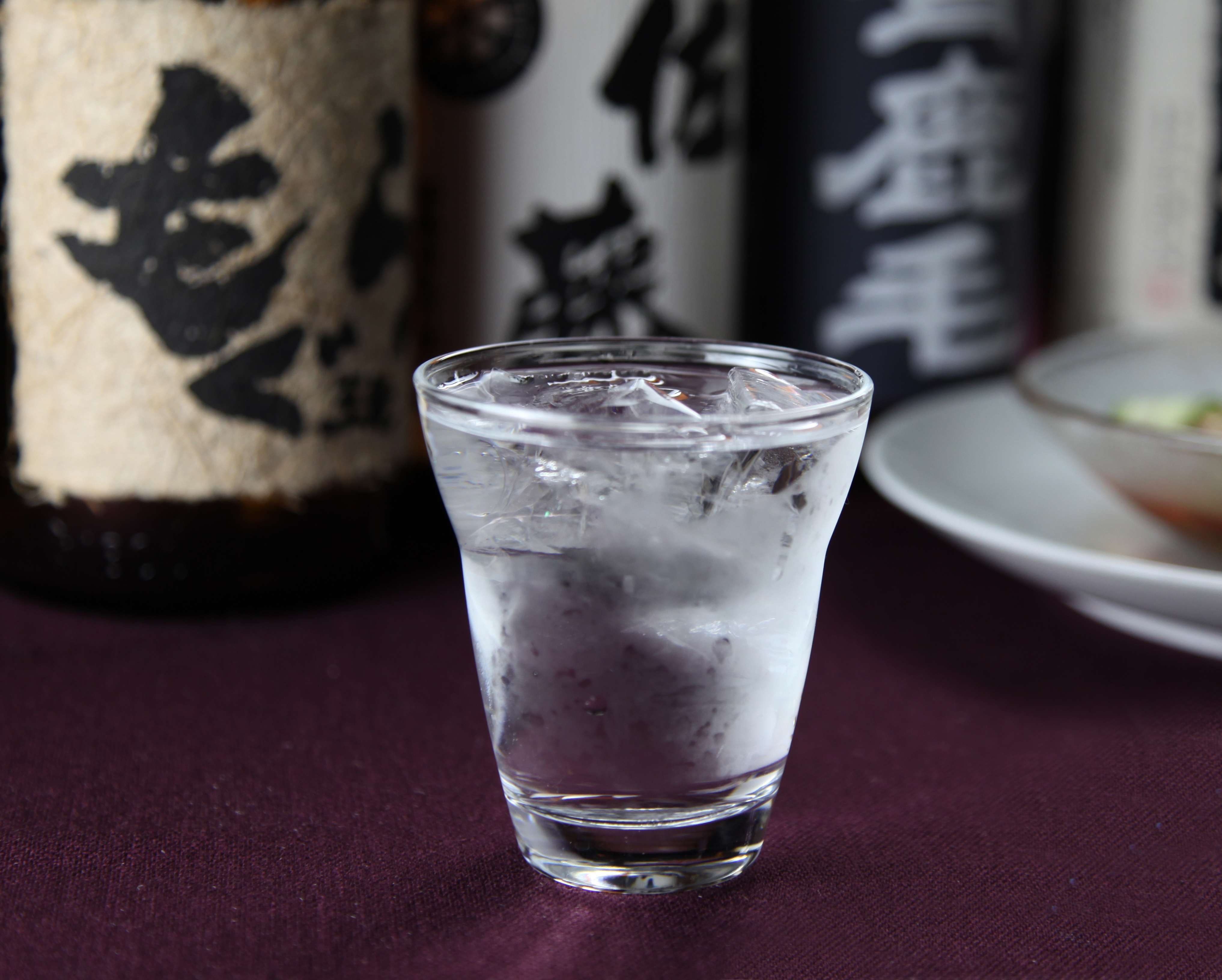
Um copo de shochu japonês.

Shochu ou xochu (em japonês: 焼酎, Shōchū) é uma bebida destilada típica do Japão. Costuma ser destilada a partir da cevada, batata doce ou arroz, e tem uma graduação alcoólica de cerca de 25% (menos que o uísque ou a vodca, porém mais que o vinho e o saquê). Alguns shochus, que são destilados múltiplas vezes durante o processo, e costumam ser usados em misturas com outras bebidas, podem chegar a 35%.
Embora Kyushu seja tradicionalmente considerada a terra natal do shochu, ele é produzido por todo o Japão.

## História

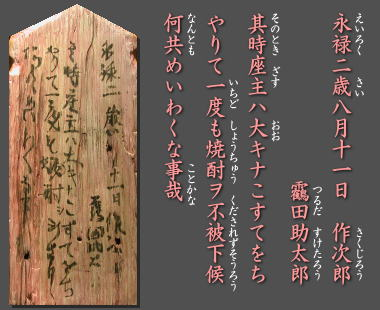
Grafitos sobre o shochu no santuário Kōriyama Hachiman. Uma forma mais legível do japonês é mostrada à direita. Foi assinado por dois carpinteiros, e data de 11 de agosto do 2º ano do período Eiroku (1559).

A origem exata do shochu é incerta. Originalmente bebidas alcoólicas tão fortes quanto o shochu eram chamadas de araki (arak) ou rambiki[carece de fontes?] (alambique) no Japão; arak é um termo genérico usado para descrever diversos tipos de bebidas alcoólicas destiladas em todo o Oriente Médio, e no Oriente em geral. O termo, juntamente com as bebidas que ele designava, teria se originado na Pérsia, de onde se espalhou para a Europa, a oeste, e para a Índia, a leste, de onde passou para a Tailândia e chegou a Okinawa. Por volta da metade do século XVI a técnica de fabricação do arak chegou a Kagoshima, onde teria nascido o shochu. A bebida destilada de Okinawa é conhecida como awamori.
Pelo que pode ser determinado dos registros históricos japoneses, o shochu parece ter sido fabricado desde pelo menos o século XVI. O missionário cristão São Francisco Xavier visitou a prefeitura de Kagoshima em 1549, e registrou que "os japoneses bebem arak feito de arroz [...] porém não vi um único bêbado. Isto ocorre porque uma vez que estejam ébrios eles imediatamente se deitam e dormem."
No santuário Kōriyama Hachiman, em Okuchi, está a mais antiga referência direta ao shochu no Japão; lá, dois carpinteiros que trabalhavam no santuário em 1559 deixaram o seguinte grafito numa placa de madeira no telhado: "O sumo sacerdote é tão sovina que nunca nos deu shochu para beber. Que maçada!"
A partir deste período e ao longo do período Edo o shochu passou a ser produzido por todo o país no tradicional método kasutori, com apenas uma etapa de destilação. No período Meiji o maquinário que possibilidava destilações sucessivas foi importando do Reino Unido, permitindo a produção em massa de um shochu com alto teor de pureza a preços acessíveis, durante um período em que havia uma falta crônica de arroz no mercado. O shochu feito da maneira tradicional ficou conhecido como o "shochu no estilo antigo", e o que era produzido com as novas máquinas se tornou o "shochu no estilo novo".